# 安德烈斯·罗德里格斯
安德烈斯·罗德里格斯·佩多蒂（西班牙語：Andrés Rodríguez Pedotti，1923年6月19日—1997年4月21日）是前巴拉圭总统（1989年2月3日－1993年8月15日）。他在推翻阿尔弗雷多·斯特罗斯纳后担任总统。
罗德里格斯和斯特罗斯纳是儿女亲家，在斯特罗斯纳政权下从走私中累积很多到金钱，美国怀疑他从海洛因交易營利。
在1989年2月2日出于许多人的意外，陆军第一司令罗德里格斯突然發動政變，在天主教会和美国的大力支持下，成功推翻了斯特罗斯纳独裁政权，斯特罗斯纳隨即出逃巴西。
罗德里格斯出任临时总统后，废除了死刑，撤銷了戒严令和經审訊後监禁了一些斯特罗斯纳政府的内阁成员。他设立了多党竞选，自己代表红党，5月赢得总统大选，5月15日宣誓就职，成为巴拉圭35年以来第一任民选总统。
羅德里格斯在任首年，中华人民共和国曾经派出外交官就建交一事与其商谈，但被他拒絕。
由于罹患癌症，罗德里格斯在1993年退休，由胡安·卡洛斯·瓦斯莫西继任。1997年他死于癌症，年73岁。